# Заруцький Олег Юрійович
Оле́г Ю́рійович Зару́цький  — молодший сержант Збройних Сил України, учасник російсько-української війни, що загинув у ході російського вторгнення в Україну в 2022 році.

## Життєпис
Олег Заруцький народився 23 лютого 1982 року в с. Бацево Олевського району (нині Олевської міської територіальної громади Коростенського району) Житомирської області. Був призваний за мобілізацією в перший день повномасштабного російського вторгнення в Україну 24 лютого 2022 року. Військову службу ніс у складі 30-ї окремої механізованої бригади ім. князя Костянтина Острозького на посаді номера обслуги.
Загинув 9 березня 2022 року внаслідок артилерійського обстрілу позицій 30-ї окремої механізованої бригади на Світлодарській дузі в Донецькій області разом із земляком молодшим сержантом Валентином Яценком. Попрощалися із загиблими 13 березня 2022 року

## Родина
Вдома у військовика залишилися дружина, донечка та два сини.

## Нагороди
- орден За мужність III ступеня (2022, посмертно) — за особисту мужність і самовіддані дії, виявлені у захисті державного суверенітету та територіальної цілісності України, вірність військовій присязі [6].